# Draco Malfoy
Draco Lúcio Malfoy é um personagem da saga Harry Potter de J. K. Rowling. Ele é estudante do mesmo ano de Harry Potter na casa da Sonserina. Ele está frequentemente acompanhado de seus dois colegas, Vincent Crabbe e Gregory Goyle, que atuam como capangas. Draco é caracterizado por ser um personagem que sofreu muito, sendo muitas das vezes, manipulado pelo seu pai, Lucius Malfoy. Isso tornou Draco, principalmente no 7° filme da saga (Ordem da Fenix), um adolescente pertubado e arrependido do seu passado, mostrando em Reliquias da Morte uma indireta compaixão por Harry e seus amigos. Ele é interpretado por Tom Felton nos filmes de Harry Potter.

## Características
Draco ajuda na construção de herói para Harry Potter. Harry encontra o Draco depois de um encontro na loja de Mademe Malkin. Draco, aderindo às crenças de sua família, pensa que os nascidos trouxas não são bruxos, quando os descreve de forma depreciativa como sangues ruins, devendo ter uma educação mágica negada. A primeira impressão de Harry de que a comunidade bruxa é um "país das maravilhas" é instantaneamente destruída. Segundo Rowling, Harry descobre que muitas pessoas no poder no mundo bruxo são tão corruptas e desagradáveis como no mundo trouxa.
Malfoy foi originalmente nomeado como "Draco Spungen" nos rascunhos de Pedra Filosofal. "Spungen" também aparece na lista de possíveis nomes, mas foi riscada e substituída pelo sobrenome "Spinks", com "Malfoy" aparecendo depois de terminar a lista. Philip Nel sempre acreditou que Malfoy é derivado da frase na língua francesa mal foi, que significa "má fé". No artigo publicado em 2002, Nilsen argumenta que "Draco" tem conotações com draconian e que seu nome com "mal", um prefixo na língua francesa para "mal" ou "ruim".
Muitos dos parentes pelo lado materno (os Black) foram nomeados pelas estrelas ou constelações (tais como, Sirius Black, Régulo Black, Andrômeda Black Tonks, Bellatrix Lestrange e Cygnus Black). Outra constelação é Draco (o Dragão). Draco Malfoy eventualmente nomeou seu filho por outra constelação, Scorpius.

## Desenvolvimento nos livros

### Harry Potter e a Pedra Filosofal
Draco Malfoy faz sua primeira aparição na série quando ele e Harry se encontram para provar as capas escolas na loja de Madame Malkin, uma loja de roupas no Beco Diagonal. Sem perceber que o garoto na loja é Harry Potter - uma criança cujos pais foram assassinados quando ele tinha um ano pelo poderoso bruxo das trevas Lord Voldemort - Draco o envolve em uma conversa educada. Harry, no entanto, é alienado pela arrogância de Draco, quando pergunta se os pais do órfão são do "nosso povo" (bruxos puro-sangue). Draco também declara que "o outro tipo de gente" (nascidos trouxas) não deveriam ser permitidos na Escola de Magia e Bruxaria de Hogwarts, porque "nunca foram educados para conhecer o nosso modo de viver". Os dois garotos se separam sem apresentações, mas se encontram novamente no Expresso de Hogwarts. Depois Draco ridiculariza a família de Rony Weasley. Harry rejeita sua oferta de amizade e nascendo a partir de então um antagonismo mútuo. De acordo com Rowling, Malfoy originalmente fez um esforço para se tornar amigo de Harry porque "será legal aparecer na escola sendo amigo de Harry Potter, porque Harry é famoso". No entanto, Harry não quis Malfoy como seu amigo porque ele "foi rude com Rúbeo Hagrid e com Rony Weasley, de quem Harry gosta muito". Na Seleção no primeiro ano, o Chapéu Seletor o coloca na Sonserina (nem encosta na cabeça de Draco), a casa que desenvolveu a maioria dos bruxos maus, quando ele se torna instantaneamente o favorito do professor de Poções Diretor da Casa da Sonserina, Severo Snape, Draco tenta expulsar Harry o enganando para participar de um duelo de bruxos à meia-noite, porém antes informando secretamente a Argo Filch, mas o plano falha quando Harry foge de Filch e volta em segurança para seu dormitório.

### Harry Potter e a Câmara Secreta

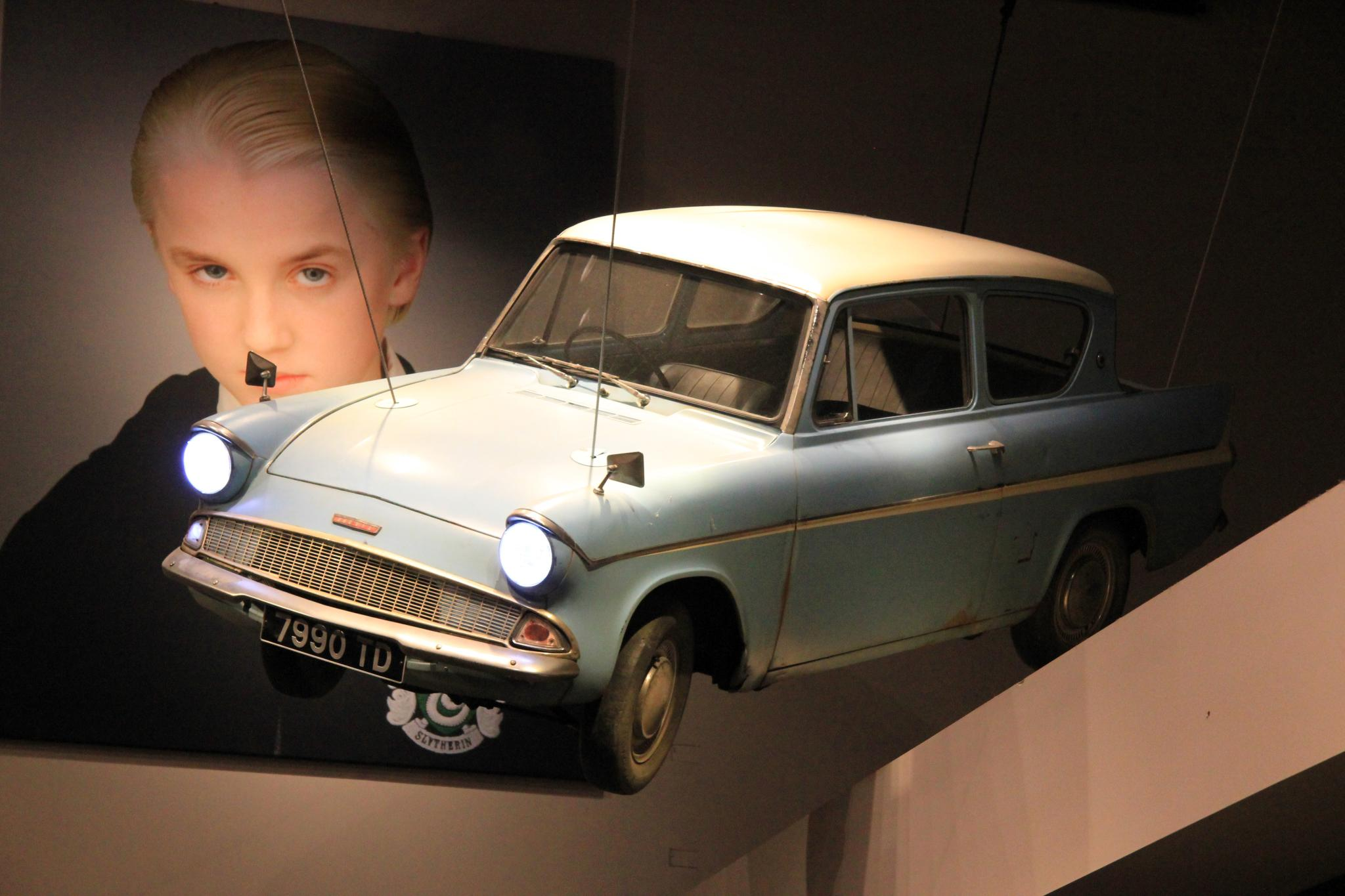
Carro da família Weasley, com ilustração de Draco Malfoy ao fundo

Em Harry Potter e a Câmara Secreta, Draco torna-se o novo apanhador do time de Quadribol de Sonserina depois de seu pai, Lúcio Malfoy, doar as novas vassouras de alta qualidade Nimbus 2001. Quando Hermione Granger comenta que os jogadores da Grifinória entraram por puro talento, Draco responde chamando-a de sangue ruim. Isso provoca uma resposta imediata e violenta de Rony Weasley. Porque Draco tem um desprezo pelos nascido trouxas, Harry Potter, Hermione e Rony suspeitam que Draco é o herdeiro da Sonserina, quando é aberta recentemente a Câmara Secreta. Harry e Rony, através da Poção Polissuco, se transformam em Crabbe e Goyle e se infiltram no salão comunal da Sonserina para obter informações, percebendo que as suspeitas iniciais sobre Draco estavam incorretas.

### Harry Potter e o Prisioneiro de Azkaban

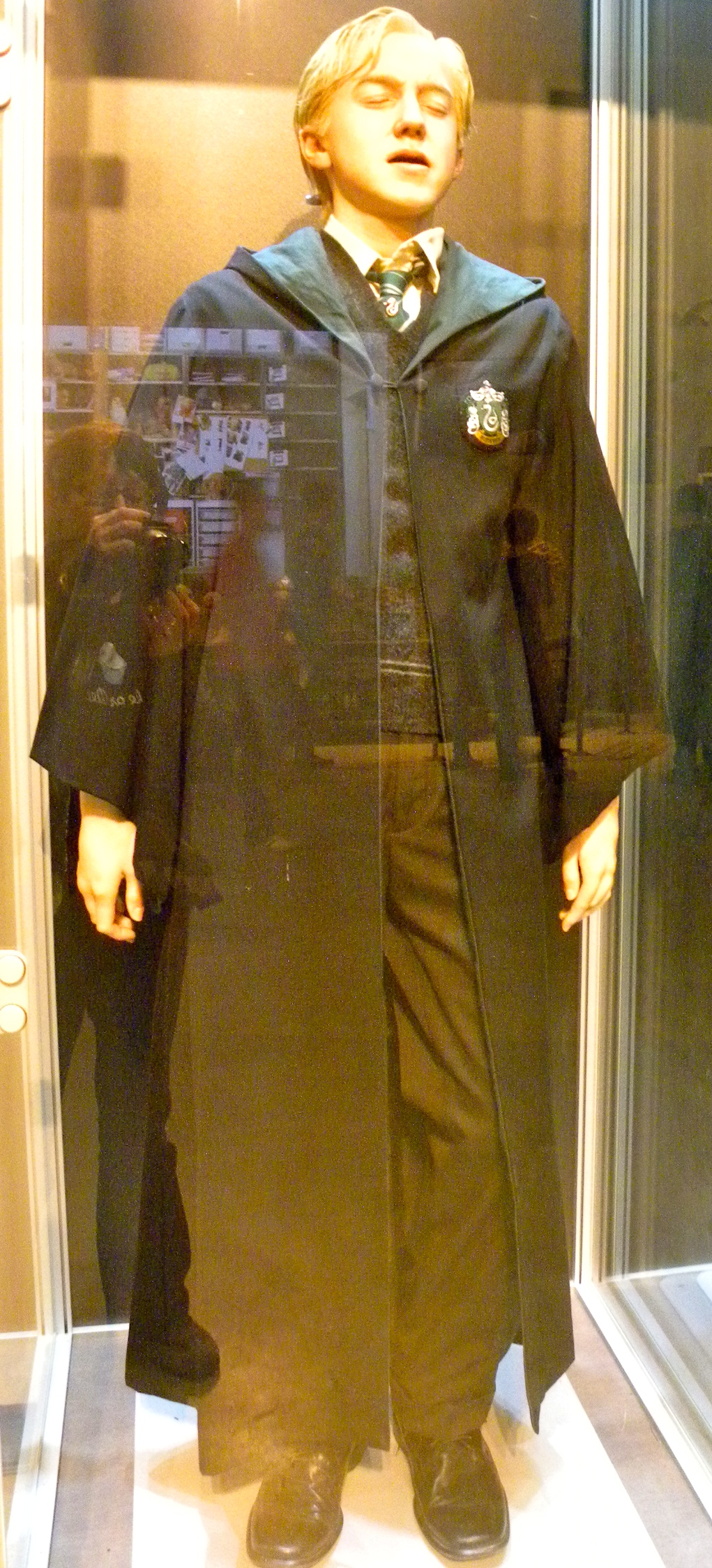
Uniforme utilizado pelo ator Tom Felton

Na primeira aula de Rúbeo Hagrid na disciplina de Trato das Criaturas Mágicas em Harry Potter e o Prisioneiro de Azkaban, o hipogrifo, Bicuço, ataca Draco após ele não observar o protocolo adequado para se aproximar e o insultar. Ele exagera em relação a sua lesão, dando a Sonserina a oportunidade de adiar a partida contra Grifinória até o final do ano e uma tentativa de despedir Hagrid. Hermione dá um tapa em Draco quando em zoa de Hagrid por chorar devido a sentença de morte dada a Bicuço. Draco, que está ciente do suposto envolvimento de Sirius Black na morte dos pais de Harry, também provoca Harry sobre uma ameaça iminente de Black: "Se fosse eu, iria querer vingança. Eu o caçaria, eu mesmo".

### Harry Potter e o Cálice de Fogo
Depois de Harry se inesperadamente escolhido para ser um dos campeões do Torneio Tribruxo em Harry Potter e o Cálice de Fogo, Draco mostra ser apoiador de Cedrico Diggory para Harry, depois pressiona para para substituir para a frase "Potter Fede". Draco também fornece informações maliciosas e muitas vezes sobre Harry e Hagrid para atrapalhar a jornalista do Profeta Diário, Rita Skeeter. Quando Draco tentar amaldiçoar Harry pelas costas, o professor de Defesa Contra as Artes das Trevas Alastor Moody (na verdade Bartô Crouch Jr. disfarçado via Poção Polissuco) humilhando Draco ao transformá-lo em um furão e o bater repetidamente no chão e o colocar na calça de Goyle.

### Harry Potter e a Ordem da Fênix
Em Harry Potter e a Ordem da Fênix, Draco é nomeado monitor da Sonserina junto com Pansy Parkinson. Ele proíbe Harry e os gêmeos Weasley de jogarem no time de Quadribol quando eles o atacam durante uma briga após Draco insultar suas famílias após a vitória da Grifinória sobre Sonserina. Mais tarde ele se junta a Brigada Inquisitorial de Dolores Umbridge, com que desempenha um papel importante para revelar a Armada de Dumbledore. Como descobre o local na Sala Precisa, Draco ganha cinquenta pontos para Sonserina depois de capturar Harry e ajudar a mantar vários membros presos no escritório de Umbridge. Depois que seu pai e outros Comensais da Morte são capturados e sentenciados a Azkaban seguido dos eventos no Departamento de Mistérios, Draco tenta vingar-se duas vezes de Harry, mas Snape e Minerva McGonagall frustam seu primeiro plano, e ao voltar para casa no Expresso de Hogwarts, Draco, Crabbe e Goyle são transformados em lesmas gigantes por vários membros da A.D. que vieram em defesa de Harry.

### Harry Potter e o Enigma do Príncipe

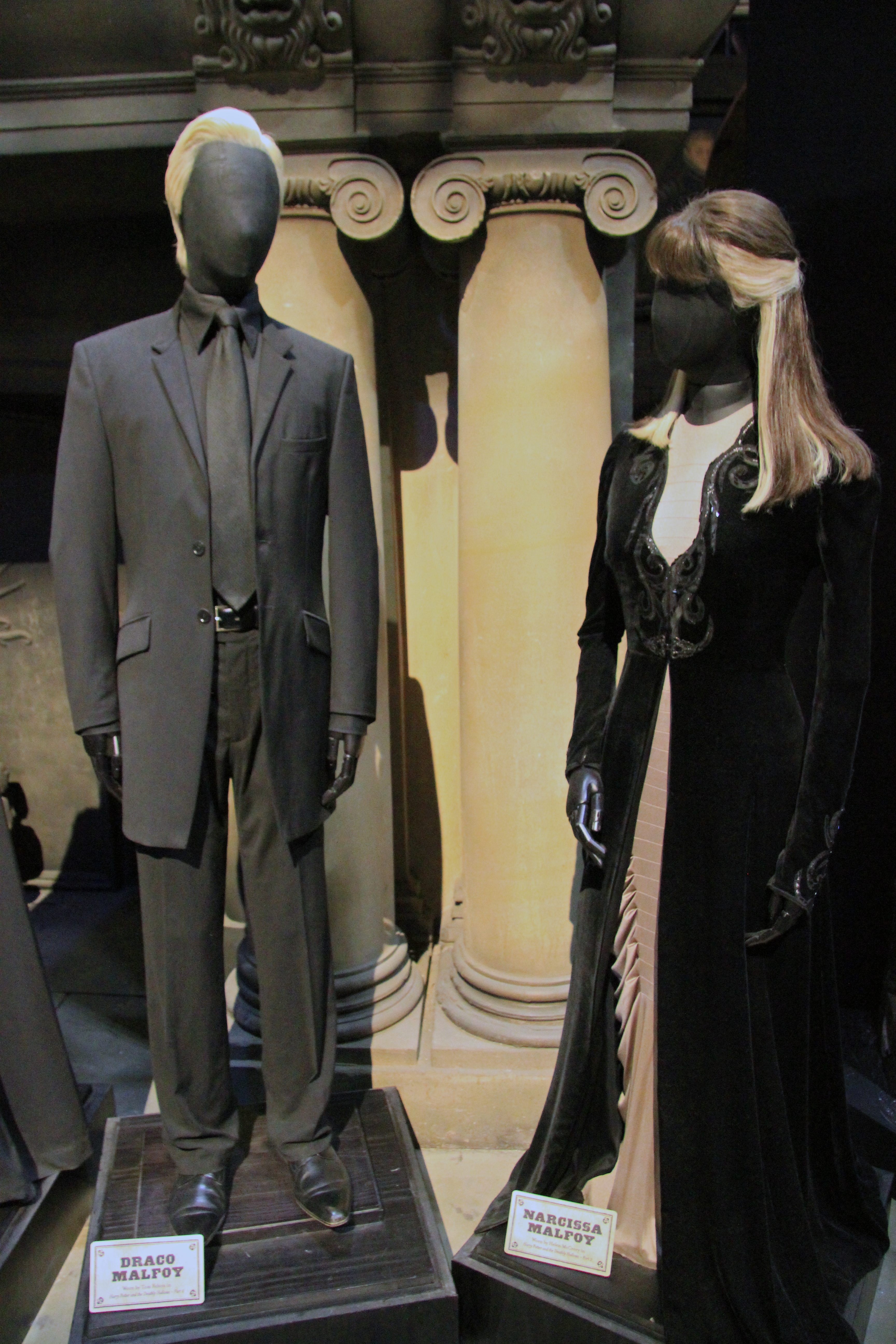
Figurino dos atores Tom Felton e Helen McCrory

Draco é envolvido nas atividades dos Comensais da Morte. Devido a prisão de Lúcio Malfoy e estarem apoiando Voldemort, Narcisa Malfoy e Bellatrix Lestrange visitam Snape em sua casa para discutir uma tarefa perigosa que Voldemort atribui a Draco. Narcisa, profundamente preocupada com seu filho que ele venha morrer em sua tentativa de concluir, implora que Snape faça o Voto Perpétuo para ajudar Draco nessa tarefa e protegê-lo a todo custo, e se Draco falhar para completar a missão, ele deverá completar; ele concorda.
Usando a Capa da Invisibilidade, Harry, Rony e Hermione seguem Draco até Borgin e Burkes, uma loja de magia negra no Beco das Travessas. Draco ameaça Sr. Borgin sobre reparar um item e manter outro seguro para ele. Draco mostra ao Sr. Borgin algo em seu braço que Harry acredita ser a Marca Negra, o símbolo de Voldemort; embora Harry possa estar certo ou não, nunca foi confirmado. No Expresso de Hogwarts, Harry, invisível, espia Draco e o ouve discutindo a tarefa de Voldemort com outros Sonserinos. Draco descobre que Harry está presente e uma vez sozinho no compartimento, ele o imobiliza e quebra seu nariz fazendo que Harry tenha mais raiva de Draco. Quando Cátia Bell quase morre em Hogsmeade depois de manusear um colar amaldiçoado e Rony quase morre bebendo um hidromel, Harry suspeita que Draco está por trás dos ataques.
No livro, Draco é retratado pela primeira vez desde o início da saga, retratado como tendo considerável iniciativa, engenhosidade e perseverança. No entanto, ao contrário de Harry que sempre conta com o apoio e ajuda de seus amigos, Draco trabalho sozinho na Sala Precisa, recusando-se a confidenciar ou envolver seu próprio círculo de amigos, a quem ele trata mais como subordinados. Isso faz parte da tarefa que deve realizar, quase o levando a um colapso nervoso. Quando Harry encontro Malfoy chorando no banheiro da Murta que Geme, Draco tenta lançar a Maldição Cruciatus. Harry é mais rápido e lança o Sectumsprempra que ele aprendeu no livro misterioso do Príncipe Mestiço. Snape, alertado pelos gritos de Murta, rapidamente chega e leva Draco para a área hospitalar.
Próximo ao final, Draco embosca e desarma um Dumbledore gravemente enfraquecido na Torre de Astronomia. Depois que Draco o desarma, Dumbledore calmamente argumenta com o adolescente assustado e o convence a revelar como ele, de acordo com as ordens de Voldemort, tentou matar o diretor através do colar amaldiçoado e do hidromel envenenado. Malfoy revela que ele consertou o Armário Sumidouro da Sala Precisa para atuar como um portal que permita aos Comensais da Morte entrar em Hogwarts. Draco hesita em matar Dumbledore e ele finalmente abaixa sua varinha. Snape chega, mata Dumbledore e depois foge de Hogwarts com Draco. Como revelado durante seu confronto com Dumbledore, Draco era um garoto inseguro incapaz de cometer assassinato a sangue frio e foi forçado a fazer a oferta de Voldemort sob a ameaça de sua morte e de seus pais.

### Harry Potter e as Relíquias da Morte
Os Malfoy continuam sendo seguidores de Voldemort, que agora usa sua casa como sede; Draco desmaia depois de testemunhar Voldemort assassinar o professor de Estudos Trouxas, Charity Burbage. Harry tem experiências de visão ocasionais e perturbadoras de Draco sendo forçado a cumprir ordens de Voldemort. Quando Harry, Rony e Hermione sã capturados e presos na Mansão Malfoy, Draco deve identificá-los e ele responde com "Pode ser". Durante a fuga bem-sucedida da Mansão Malfoy, liderada por Dobby, Harry domina Draco e toma sua varinha.
Quando Harry, Rony e Hermione procuram a diadema de Ravenclaw na Sala Precisa, Draco, junto com Crabbe e Goyle, tenta capturar Harry vivo. Quando, Crabbe desafia as ordens de Draco e tenta matar o trio lançando o feitiço Fogomaldito; incapaz de controlar o feitiço, enquanto o trio resgata Draco e Goyle. Draco, apesar de suas atitudes depreciativas em relação a Crabbe e Goyle, lamenta a perda de seu amigo. Durante a Batalha de Hogwarts, Draco é visto implorando a um Comensal da Morte que parece querer o matar. Ele mais uma vez é salvo por Harry e Rony, o último dando um soco no rosto de Draco sob a capa da invisibilidade por tentar apaziguar um Comensal da Morte.
Apesar de Draco não participar diretamente no confronto final entre Harry com Voldemort, ele influencia seu resultado. Depois que Harry é atingido pela maldição Avada Kedrava, Voldemort ordena que Narcisa verifique se Harry morreu. Ela detecta seu batimento cardíaco, mas ela mente para Voldemort, sabendo que poderá procurar seu filho se os Comensais da Morte retornarem para Hogwarts. Uma reviravolta na trama revela que Draco havia conquistado a confiança das Varinhas das Varinhas quando ele desarmou Dumbledore, mesmo que Draco nunca tivesse possuído a varinha. A lealdade da varinha passa para quem derrota seu dono, Harry havia desarmado Draco na Mansão Malfoy, tornando-se seu novo mestre; isso impede que Voldemort use todo o seu poder. No final, é a mentira de Narcisa concernente a morte de Harry que livra os Malfoy da prisão em Azkaban.

#### Epílogo
No epílogo, Draco se casou e teve um filho, Scorpius Malfoy. Apesar de não serem amigos, Malfoy diminuiu sua animosidade em relação a Harry, e ao vê-lo na estação King Cross, dá um breve aceno para Harry, Rony, Hermione e Gina Weasley.

## Representação

### Filmes

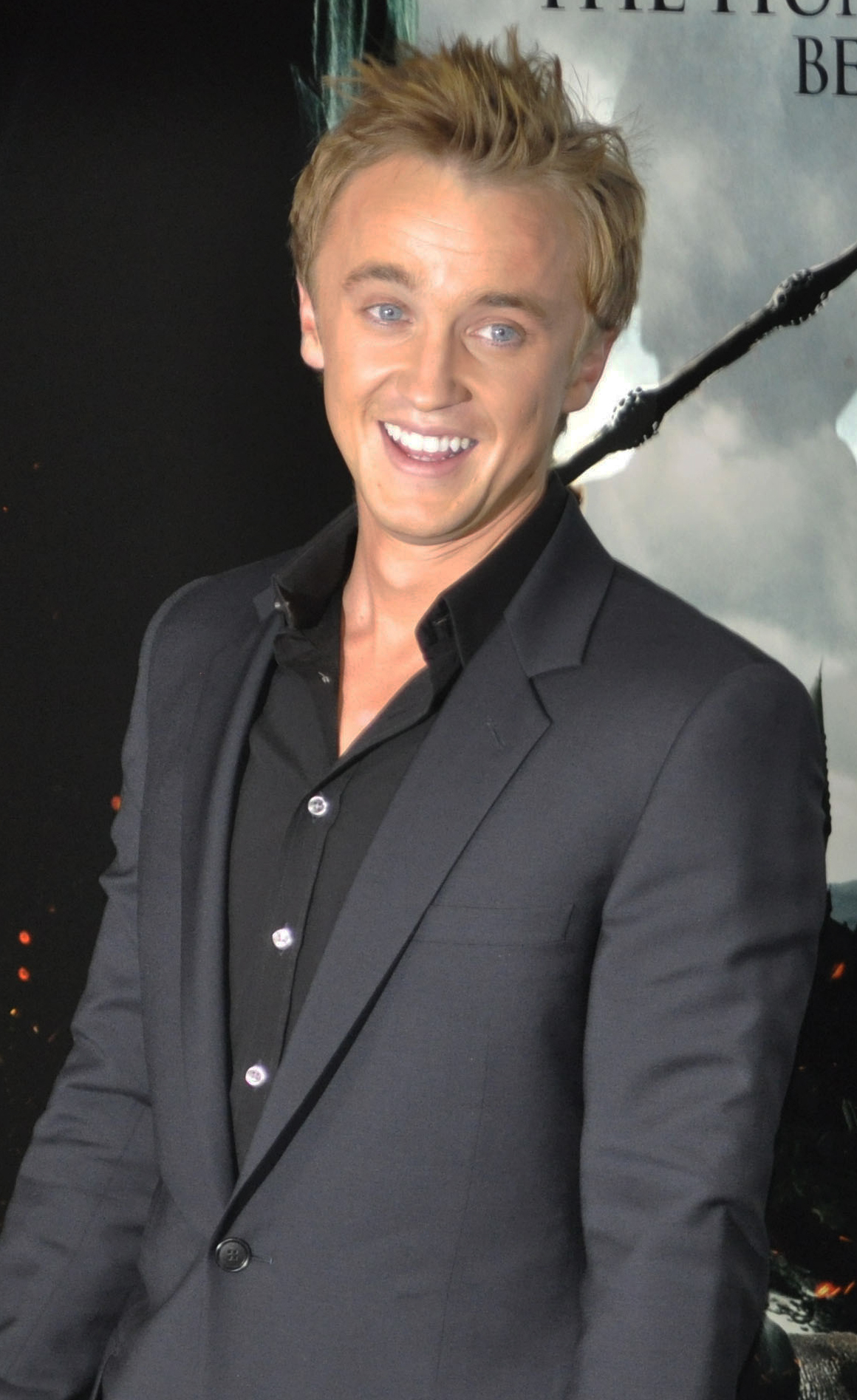
O ator Tom Felton, intérprete de Draco Malfoy, durante divulgação dos filmes de Harry Potter

Tom Felton interpretou Draco Malfoy em todos os filmes de Harry Potter. Antes de conseguir o papel para Malfoy, Felton fez teste para interpretar Harry e Rony.
Felton contribuiu para as estreias, artigos e entrevistas e recebeu o Prêmio de Melhor DVD da Disney Channel's Kids por Harry Potter e a Câmara Secreta em 22 de setembro de 2003 com a atriz que interpretou Hermione Granger, Emma Watson. Ele também ganhou o Prêmio MTV Movie pelo Melhor Vilão por sua interpretação de Malfoy no 2010 MTV Movie Awards e 2011 MTV Movie Awards.
Malfoy se transformou em um dos personagens mais populares da série devido a performance de Felton e se tornou sinônimo de desejo para muitos personagens femininas, para o desgosto de Rowling.

### Teatro
No teatro, em Harry Potter e a Criança Amaldiçoada, Draco foi interpretado por Alex Price e depois por James Howard. No teatro a interpretação de Draco tem como estilo próximo ao seu pai, com cabelo longo. Draco casou-se com Astoria Greengrass, que morreu, e tem um filho chamado Scorpius Malfoy.

## Características

### Aparência
Draco é descrito como um garoto alto e esbelto com um rosto pálido, cabelos loiros e olhos cinzas.